# Spyridium ramosissimum
Spyridium ramosissimum är en brakvedsväxtart som först beskrevs av Audas, och fick sitt nu gällande namn av Kellermann. Spyridium ramosissimum ingår i släktet Spyridium och familjen brakvedsväxter. Inga underarter finns listade i Catalogue of Life.